# Nelsonia neotomodon
Nelsonia neotomodon is een zoogdier uit de familie van de Cricetidae. De wetenschappelijke naam van de soort werd voor het eerst geldig gepubliceerd door Merriam in 1897.